# 丁顺生
丁顺生（1964年11月—），男，汉族，山东临朐人，中华人民共和国政治人物，二级大检察官，现任河北省人民检察院党组书记、检察长。